# ماتيو كاريير
ماتيو كاريير (بالألمانية: Mathieu Carrière)‏ (و. 1950  م) هو كاتب، وممثل مسرحي، وممثل أفلام، وكاتب سيناريو، ومخرج أفلام ألماني، ولد في هانوفر، شارك في Ich bin ein Star – Holt mich hier raus! ‏.

## وصلات خارجية
- ماتيو كاريير على موقع IMDb (الإنجليزية)
- ماتيو كاريير على موقع روتن توميتوز (الإنجليزية)
- ماتيو كاريير على موقع مونزينجر (الألمانية)
- ماتيو كاريير على موقع ألو سيني (الفرنسية)
- ماتيو كاريير على موقع ميوزك برينز (الإنجليزية)
- ماتيو كاريير على موقع أول موفي (الإنجليزية)
- ماتيو كاريير على موقع قاعدة بيانات الأفلام السويدية (السويدية)
- ماتيو كاريير على موقع أول ميوزيك (الإنجليزية)
- ماتيو كاريير على موقع ديسكوغز (الإنجليزية)
- ماتيو كاريير على موقع قاعدة بيانات الفيلم (الإنجليزية)